# ペトリ・リンドロス
ペトリ・リンドロス（Petri "Pete" Lindroos； 1980年1月10日 - ）は、フィンランドのギタリスト・ボーカリストである。現在は、エンシフェルムでボーカルとギターを担当している。以前は、ノーサーでもボーカルとギターを担当していた。日本では、以前、ペトリ・リンドルースの表記が使用されていた。

## プロフィール
14歳の時に、ギターを弾き始める。1996年にドラマーのトニ・ハリオとともに、ノーサーの前身、Requiemを結成。2000年にスパインファーム・レコードと契約する。2001年にバンド名を、ノーサー(Norther)に変えて、1stシングル『Released』でデビュー。以降、ノーサーのボーカル兼ギターとして活動する。2004年に、ヤリ・マーエンパーが脱退したエンシフェルムにサポートメンバーを経て正式に加入。2009年3月にノーサーを脱退し、エンシフェルムの活動に専念することとなった。
好きなバンドにメガデスやスレイヤーを挙げており、ギタープレイにそれらのバンドでギタリストとして活動の経験のある、マーティー・フリードマンやジェフ・ハンネマンからの影響を受けた。

## ディスコグラフィー

### ノーサー (Norther)
- Released (Single) (2002)
- ドリームズ・オヴ・エンドレス・ウォー - Dreams of Endless War (2002)
- Unleash Hell (Single) )(2003)
- ミラー・オヴ・マッドネス - Mirror of Madness (2003)
- Spreading Death (Single) (2004)
- デス・アンリミテッド - Death Unlimited (2004)
- Spreading Death (DVD Single) (2004)
- Solution 7 (EP) (2005)
- Scream (Single) (2006)
- ティル・デス・ユナイツ・アス - Till Death Unites Us (2006)
- ノー・ウェイ・バック - No Way Back (EP) (2007)
- N (2008)

### エンシフェルム (Ensiferum)
- ドラゴンヘッズ - Dragonheads (EP) (2006)
- One More Magic Potion (2007)
- ヴィクトリー・ソングス - Victory Songs (2007)
- From Afar (2009)